# Pojang-tó
A Pojang-tó (egyszerűsített kínai írással: 鄱阳湖, pinjin átírással Póyáng Hú) a legnagyobb édesvizű tó Kínában. Csianghszi tartomány Csiucsiang prefektúrájában található, a Gan, Csin és Csiu folyók táplálják, és a vize egy csatornán keresztül észak felé a Jangce folyóba ömlik.
A Pojang-tó területe drámaian ingadozik az esős és száraz évszakok között, de az utóbbi években a tó mérete összességében csökkent. Egy átlagos évben a tó területe átlagosan 3500 négyzetkilométer. 2012 elején a szárazság, a homokbányászat és a Három-szurdok-gáton történő víztározás gyakorlata miatt a tó területe körülbelül 200 négyzetkilométerre csökkent. A tó minden évben félmillió vonuló madárnak nyújt élőhelyet, és kedvelt célpontja a madarászoknak. Télen a tónál telel a súlyosan veszélyeztetett szibériai hódaru világállományának több mint 95 százaléka, ami közel 3000 egyedet jelent. Kiemelkedő természetvédelmi értéke miatt 1992-ben 22 400 hektárnyi területét rámszari területté nyilvánították.

## Jellemzői
A Pojang-tavat történelmileg Pengli-tónak (彭蠡澤) is nevezték, de ez nem azonos a mai tóval. A Han-dinasztia előtt a Jangce északabbra haladt a mai Longgan-tavon keresztül, míg a Pengli-mocsár a Gan folyó alsó folyását képezte. A mai Pojang-tó területe a Gan folyó mentén elterülő síkság volt. Kr. u. 400 körül a Jangce új, délibb folyása ismét megváltozott, és a Gan folyó még tovább visszahúzódott, és kialakította a jelenlegi tavat. Új nevét Pojang megyéről kapta, amelyet Hajhun megyével együtt elárasztott, tömeges elvándorlásra kényszerítve a mai Jongcsiu megyében lévő Vucseng községben élőket, amely így vált a tartomány egyik nagy ősi településévé. Ez a vándorlás adta a kínai idiómát, „A fuldokló Haihun megye szülte Vicseng várost” (kínaiul: 淹了海昏縣，出了吳城鎭). Pojang a harmadik Csin-dinasztia korának Po megyéjéről kapta a nevét, amely neve viszont a Csu államban lévő Poji (番邑) városból származik. A tó a Tang-dinasztia idején érte el legnagyobb kiterjedését, amikor területe elérte a 6000 négyzetkilométert.

## Környezetvédelmi problémák

### Az élővilág pusztulása
A tavon 2002 óta halászati tilalom van érvényben. 2020 januárjában Kína 10 éves halászati moratóriumot rendelt el 332 helyen a Jangce mentén, köztük a Pojang-tónál a vízi biodiverzitás védelme érdekében.
2007-ben félelmek fogalmazódtak meg, hogy a kínai rücskösfarkú disznódelfin, amely a tóban és más közeli vizekben, például a Tungting-tóban is őshonos, a kínai folyamidelfin sorsára juthat, és kipusztulhat. Különféle felhívások születtek, hogy tegyenek lépéseket a disznódelfin megmentésére, amelyből körülbelül 1400 példány maradt, ebből 700-900 a Jangce folyóban, további körülbelül 500 pedig a Pojang- és Tungting-tóban. A 2007-es állomány kevesebb mint fele az 1997-es szintnek, és a populáció évente 7,3 százalékkal csökkent.
A homokbányászat a helyi gazdaságfejlesztés egyik fő pillérévé vált az elmúlt években, és fontos bevételi forrást jelent a Pojang-tóval határos régiókban. Ugyanakkor azonban a nagy sűrűségű kotrási projektek a helyi vadon élő állatvilág pusztulásának fő okozói. A kotrás miatt a tó vize iszaposabbá válik, és a disznódelfinek nem látnak olyan messzire, mint régen, így magasan fejlett hangérzékelő rendszerükre kell hagyatkozniuk, hogy elkerüljék az akadályokat és táplálékot keressenek. A tóba percenként két nagy hajó érkezik és távozik, és a hajózás ilyen nagy sűrűsége miatt a disznódelfinek nehezen hallják meg a táplálékot, és nem is tudnak szabadon átúszni egyik partról a másikra. A Pojang-gát építése várhatóan pusztító hatással lesz a megmaradt disznódelfin populációra.

## Történelmi jelentősége
A tó területén zajlott le a világ legnagyobb létszámú vízi ütközete, az 1363. augusztus 30. és október 4. között megvívott Pojang-tavi csata. Az összecsapásra Csu Jüan-csang és Csen Jouliang lázadó erői között került sor a vörös turbános lázadás során, amely végül a Jüan-dinasztia bukásához vezetett. Csen óriási flottával ostromolta a tóhoz közeli Nancsangot, több mint 100 hajó és 650 000 ember állt rendelkezésére. Csu pedig egy kisebb flottával és 200 000 emberrel szállt szembe vele. Egy eredménytelen tűzváltás után Csu égő hajókat vetett be, hogy felgyújtsa az ellenség óriási toronyhajóit, és megsemmisítse a flottájukat. A csata során mintegy 1300 embere halt meg és közel tízszer ennyi sérült meg, ezzel szemben a lázadók megsemmisítő vereséget szenvedtek, és seregük szinte teljesen megsemmisült, a hadvezérük is elesett. Ez volt a lázadás utolsó nagy csatája. A győztes hadvezér végül Hung-vu néven lett Kína császára és a Ming-dinasztia megalapítója.
A 2012-es szárazság során a tó kivezető csatornájából előbukkant egy 400 évnél is idősebb híd. A gránitból épített híd hossza 2657 méter, és 948 áthidaló elemből áll, ami miatt az Ezer szem híd nevet kapta.

### Kiszáradás
A Jangce folyón felfelé a Három-szurdok-vízerőmű gátja miatt a Pojang-tó szezonálisan zsugorodhat és kiszáradhat. 2012-ben a tó majdnem teljesen kiszáradt, októberben mindössze 200 négyzetkilométernyi terület volt víz alatt, miközben a tó normál esetben 3500 négyzetkilométeres, amikor tele van. Az apadásért a Három-szurdok-gát mellett, amelynek víztározójában vizet kellett tárolnia, hogy télen is használható legyen, a szárazságot okolták. Ennél is nagyobb mértékű szárazság sújtotta a tavat 2016-ban, amikor az szinte teljesen ki is száradt. Az aszályok 2022-ben és 2023-ban sem kímélték a vidéket. Ezzel szemben 2024 nyarán az intenzív esőzések hatására rekord közeli vízszintet mértek, és a tó kiöntött a medréből.
Csianghszi tartomány önkormányzata javasolta a tavon egy gát megépítését a tó vízszintjének fenntartása érdekében, a tó és a Jangce közötti összeköttetésen átívelő zsilipfal építésével. A környezeti hatástanulmány folyamatban van. Tudósok, valamint környezetvédelmi csoportok, mint például a Természetvédelmi Világalap, bírálták a javaslatot, azzal érvelve, hogy a tó vízszintjének mesterséges befolyásolása hátrányosan befolyásolja az élővilág sokféleségét, illetve izolálni fogja a vízi állatok populációit.

## Galéria

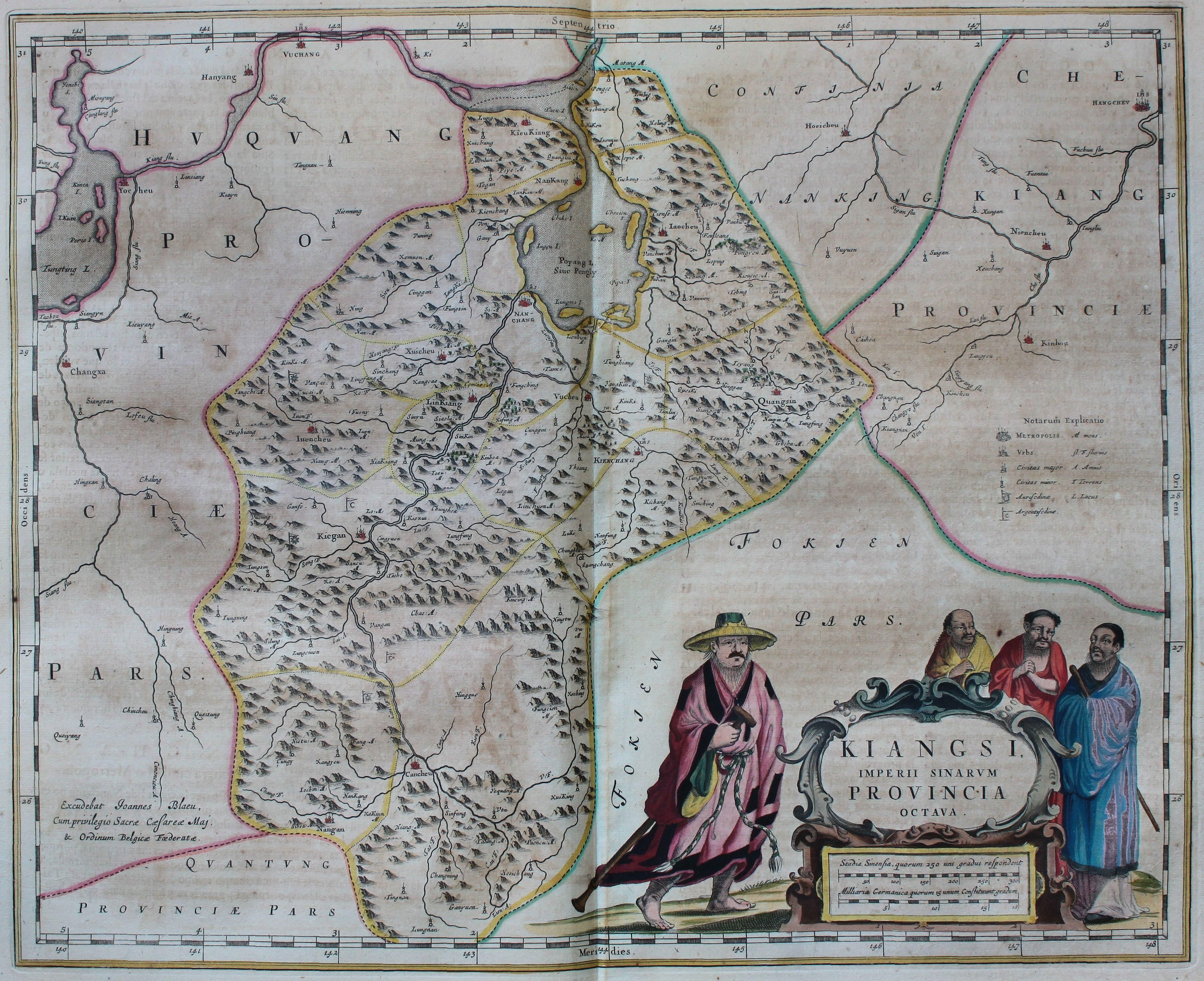
Csianghszi és a tó térképe az 1659-es Geographia Blaviana című németalföldi atlaszban
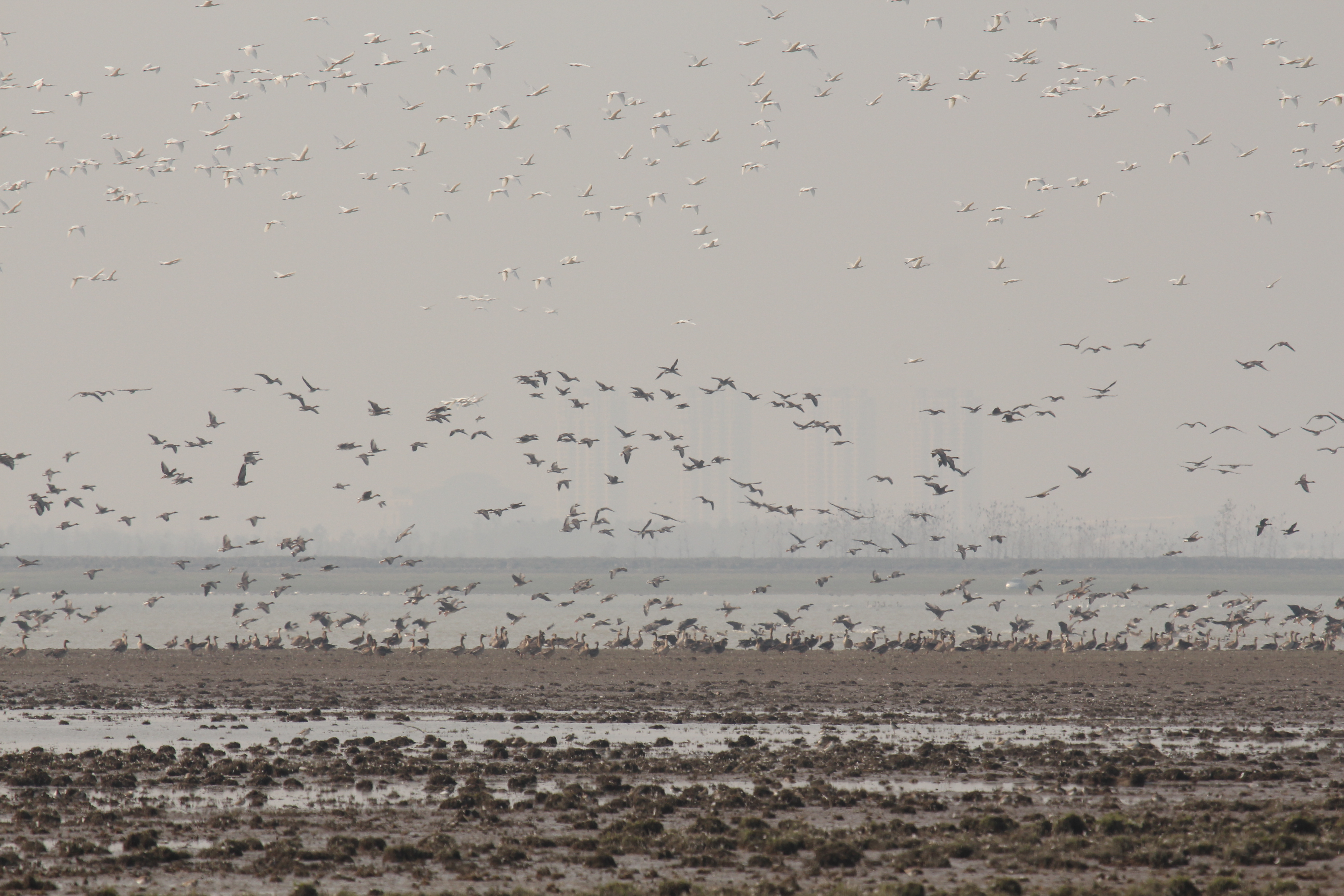
Madárvonulás 2014-ben
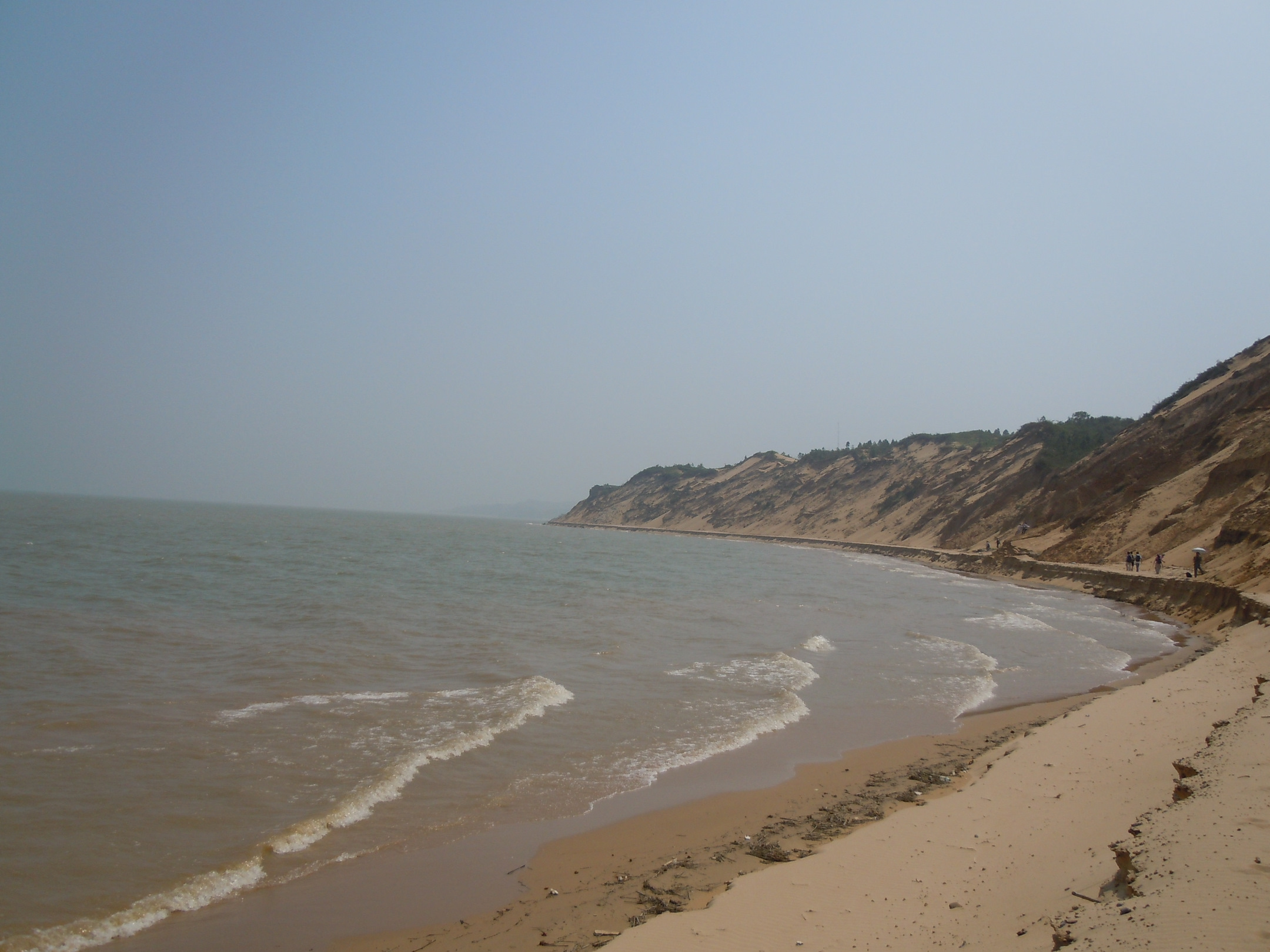
A part menti homokdűnék
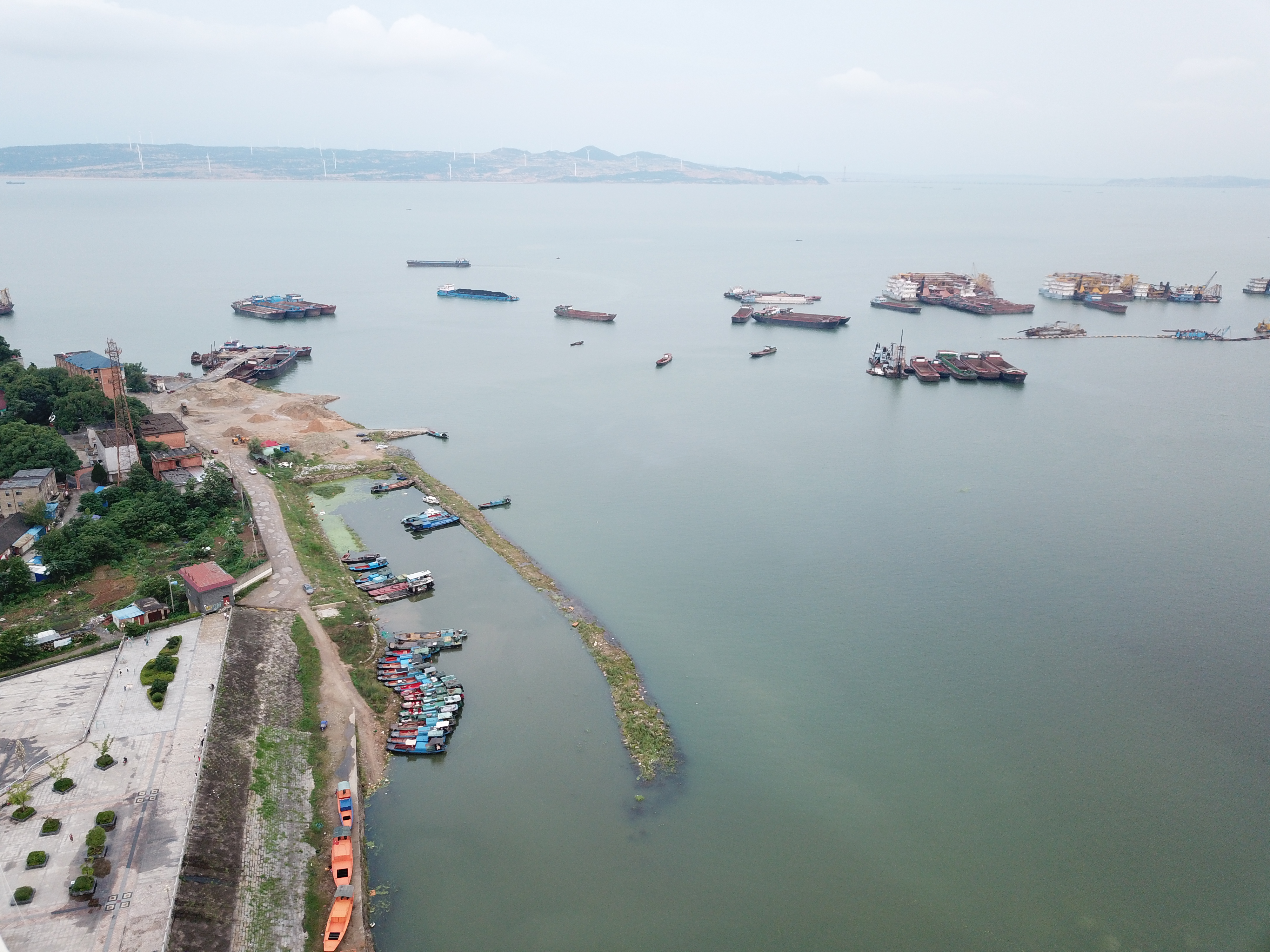
Kikötő a tó partján
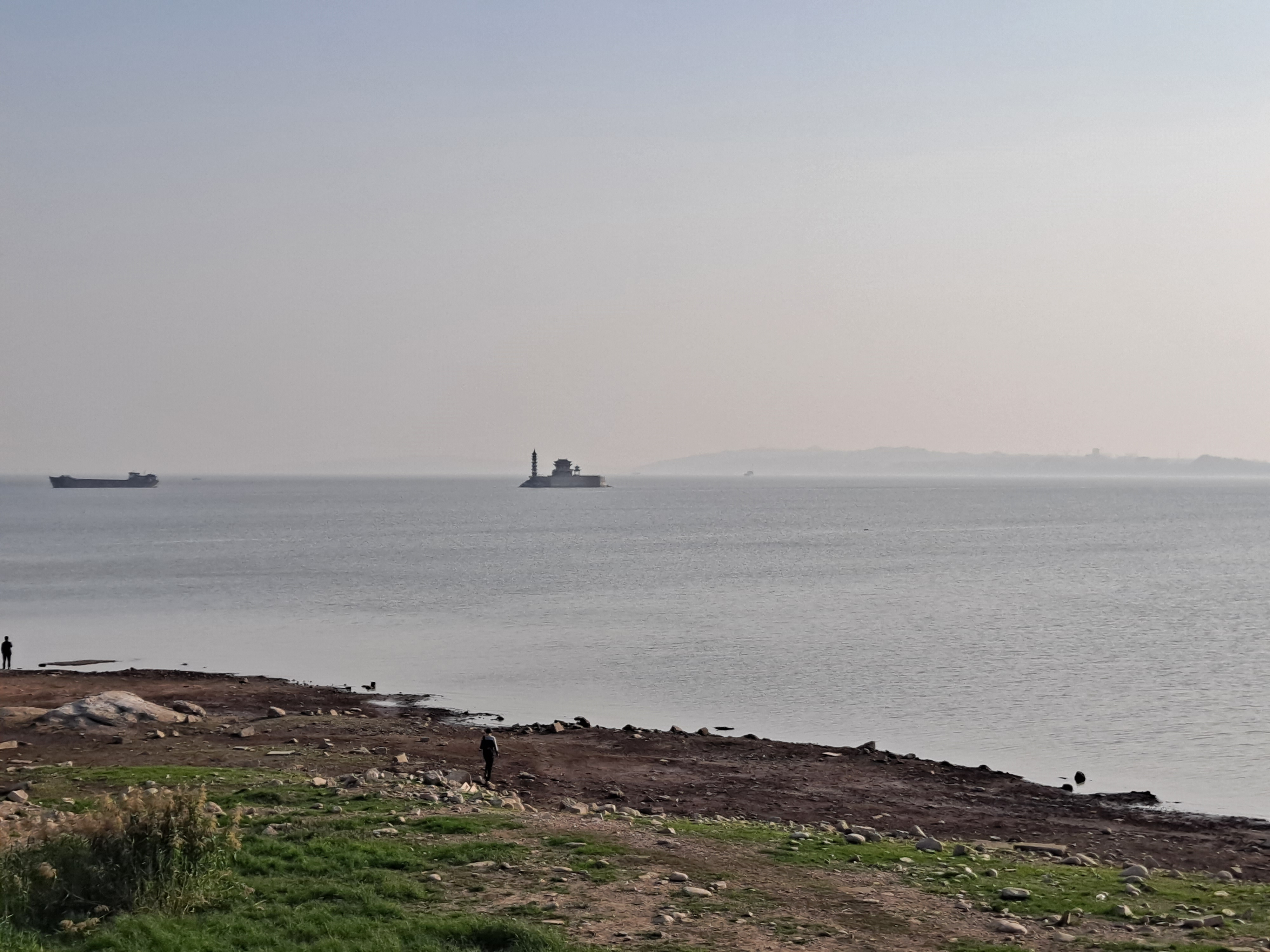
A Lou-Hszintun-sziget, amelyen középkori szentély és pagoda áll. Az aszály idején a szikla teljesen szárazra került.
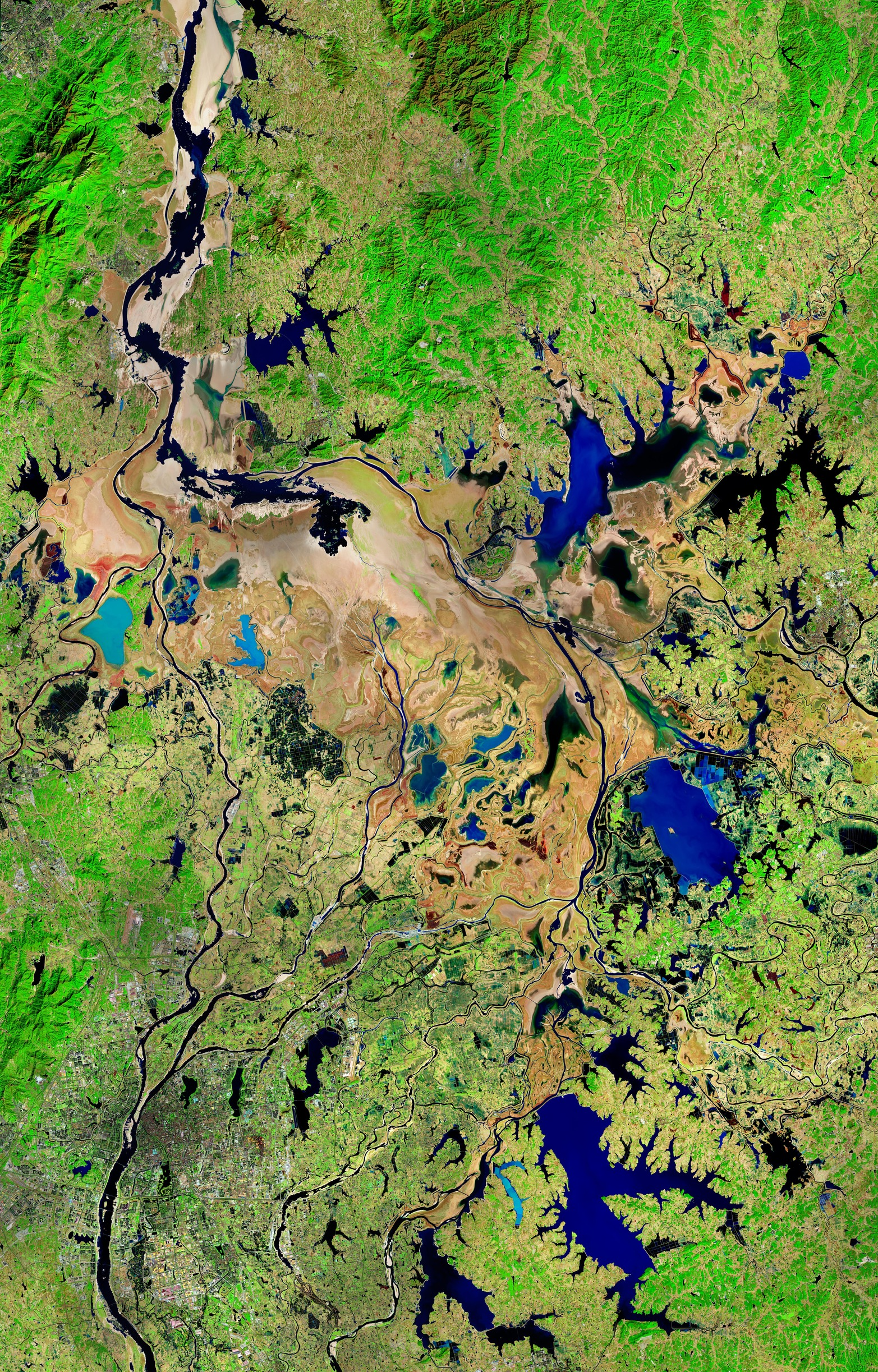
Sentinel-2 műholdfelvétel a 2022-es aszály idején

## Fordítás
- Ez a szócikk részben vagy egészben  a   Poyang Lake című angol Wikipédia-szócikk ezen változatának fordításán alapul.  Az eredeti cikk szerkesztőit annak laptörténete sorolja fel. Ez a jelzés csupán a megfogalmazás eredetét és a szerzői jogokat jelzi, nem szolgál a cikkben szereplő információk forrásmegjelöléseként.